# Гришино (Чувашия)
Гриши́но (чув. Кӗрше) — село в Янтиковском районе Чувашской Республики. Входит в состав Можарского сельского поселения.

## География
Расположено в 8 километрах юго-восточнее районного центра Янтиково, на берегах реки Ута.
Село Гришино входит в состав Можарского сельского поселения.

## Население
По данным издания «Списки населенных мест Российской империи» в 1859 году село насчитывало 67 дворов, 551 жителя. 256 мужского пола и 295 женского. По данным переписи 2010 года в Гришино проживало 163 человека, из них 74 мужчины и 89 женщин.

## История
Поселение основано в начале XVII века.
Ранее называлось Богородское.

## Производство
СХПК «Дружба».

## Инфраструктура
В селе действует модельная библиотека, фельдшерско-акушерский пункт, два магазина.
Храм в честь иконы Божией Матери «Смоленская» построен не позднее 1795 года. Вновь отстроен в 1853 году на деньги прихожан и при содействии бывшего помещика Акчурина. Храм имеет главный престол в честь Смоленской иконы Божией Матери и два боковых предела в честь Святителя Николая, и Князя Александра Невского.